# Cementerio Colored de Aiken
El Cementerio Colored de Aiken es un cementerio histórico ubicado en Aiken, Carolina del Sur, Estados Unidos. 

## Historia
Cubre casi 10 acres y está ubicado a varios kilómetros del centro de la ciudad. Fue el único cementerio de la comunidad afroestadounidense de Aiken hasta mediados del siglo XX.
El cementerio comenzó a funcionar en 1852, mucho antes de la época de la Guerra de Secesión. Sus ocupantes representan una gama diversa que incluye esclavos, libertos, líderes empresariales, comerciantes y pobres. El cementerio ahora se llama Pine Lawn Memorial Gardens y es accesible al público. El cementerio colored de Aiken figuraba en el Registro Histórico Nacional el 19 de marzo de 2007.